# Ajala Procaccia

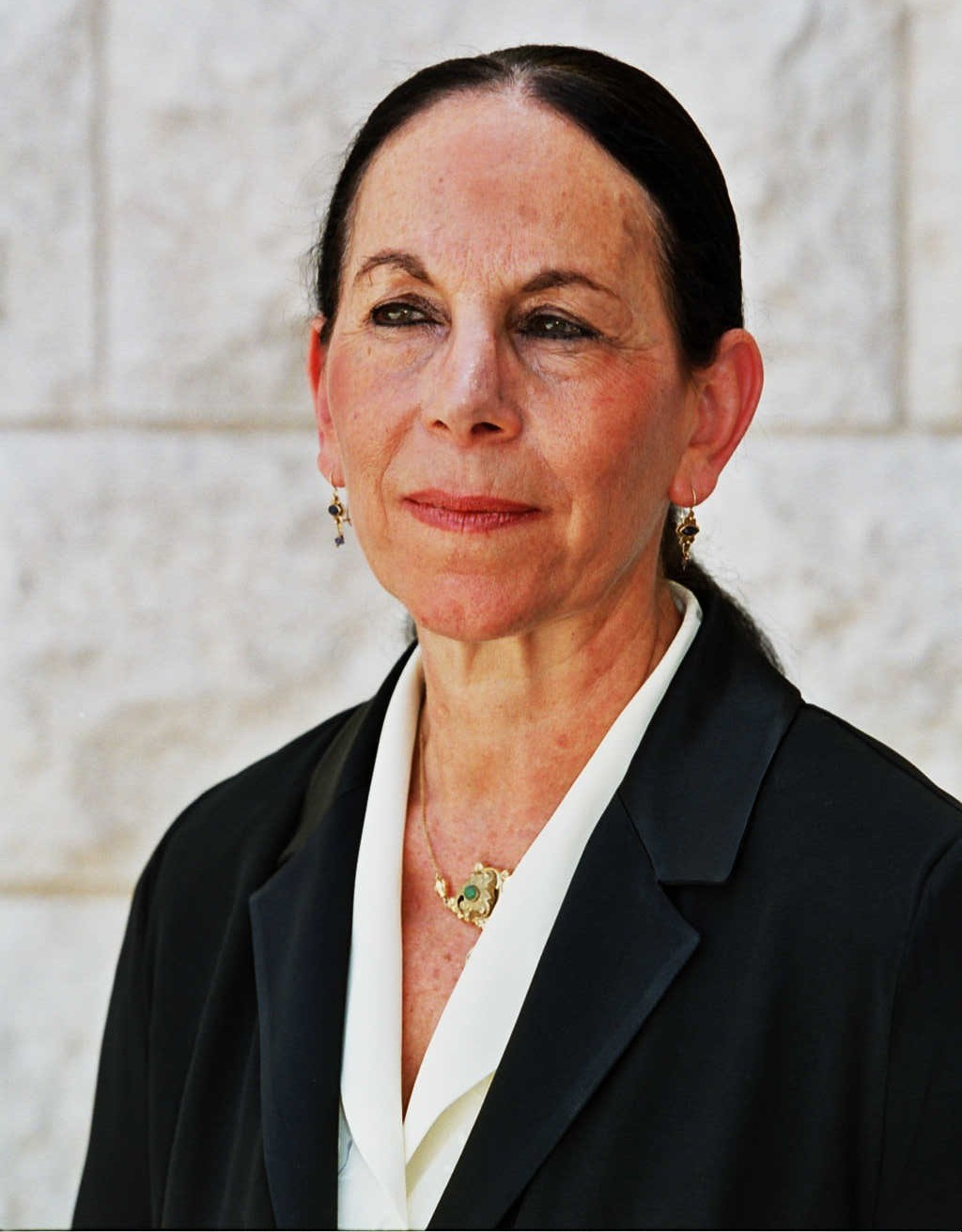
Ajala Procaccia

Ajala Procaccia (hebräisch אילה פרוקצ'יה; * 1941 im Kibbuz Ashdot Yaacov) ist eine israelische Juristin und ehemalige Richterin am Obersten Gericht Israels.

## Leben
Procaccia diente nach dem Schulabschluss zwei Jahre in den israelischen Streitkräften und studierte dann an der Hebräischen Universität Israel. Ihr Studium dort schloss sie mit der Erlangung der akademischen Grade eines Bachelor of Laws (LL.B) und eines Master of Laws (LL.M), jeweils mit Auszeichnung, ab. Anschließend war sie in der Anwaltschaft tätig, um kurz darauf Rechtsassistentin beim damaligen Präsidenten des Obersten Gerichts in Israel Simon Agranat zu werden. 1972 erwarb sie an der Law School University of Pennsylvania ihre Doktorwürde. Von 1972 bis 1987 war sie im israelischen Justizministerium tätig.
1987 wurde sie zur Richterin am Magistratsgericht Jerusalem ernannt. 1993 wurde sie Richterin am Distriktsgericht von Jerusalem und 2001 Richterin am Obersten Gericht Israels, wo sie bis zu ihrer Pensionierung im Jahr 2011 tätig war. Am Obersten Gerichtshof hatte sie Einfluss zur Rechtsprechung zum Verhältnis von Menschenrechten zur Frage der nationalen Sicherheit, zur Gleichberechtigung der Frau und zum Verhältnis von Staat und Religion. Sie hatte auch Einfluss auf die Entscheidung des Gerichtes zur Auswirkung des Völkerrechts auf die Errichtung eines Sicherheitszauns zur Abriegelung des Westjordanlandes.